# 茶园镇 (金沙县)
茶园镇，是中华人民共和国贵州省毕节市金沙县下辖的一个乡镇级行政单位。
2016年1月29日，贵州省人民政府批复同意撤销茶园乡，设置茶园镇。撤乡设镇后行政区域和政府驻地不变。

## 行政区划
茶园镇下辖以下地区：
茶园村、三和村、石钟村、民乐村、大垭村、新桥村、桂花村、新民村、团结村和沿河村。